# Ocres

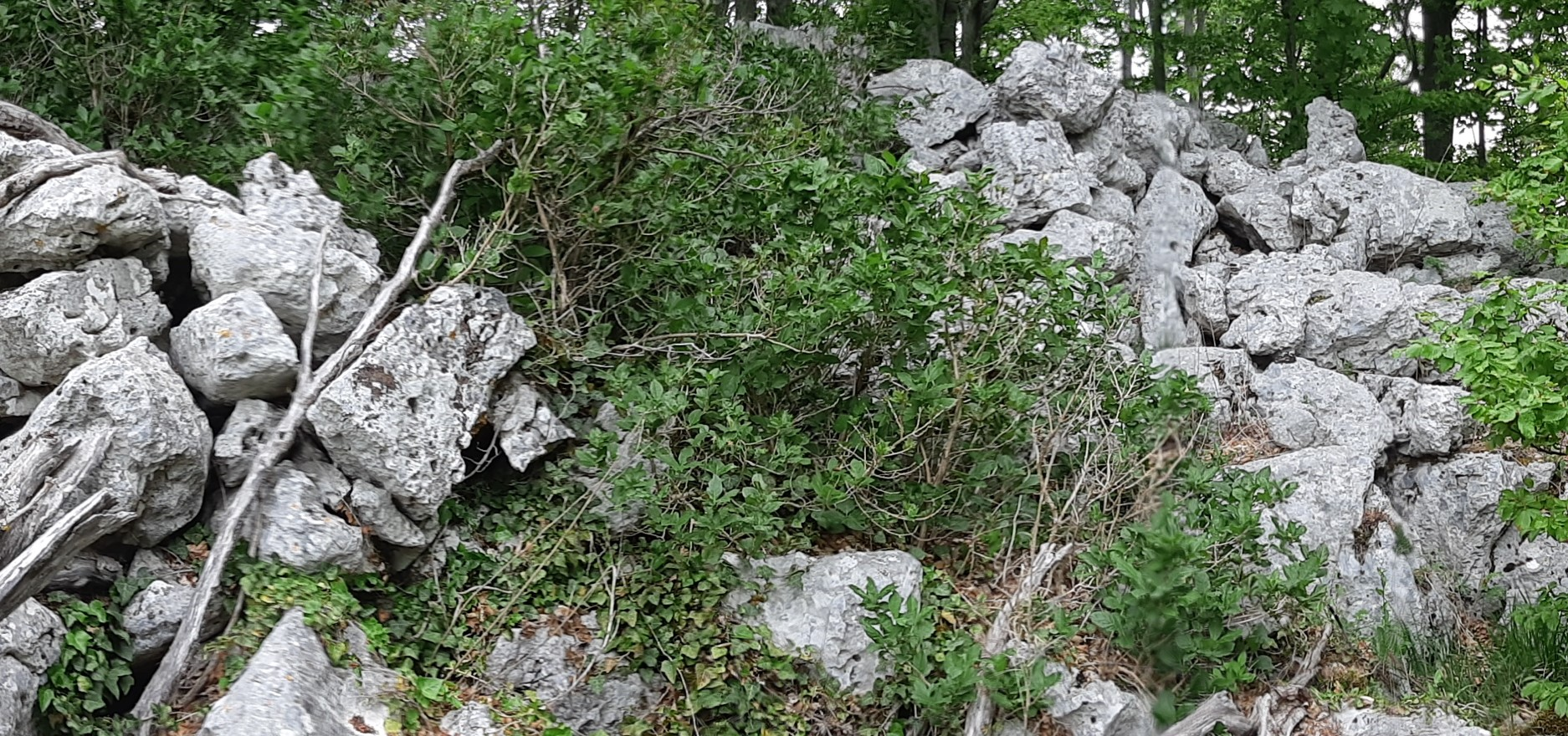
Mura dell'ocres di Morbano, Verrecchie di Cappadocia (AQ)

Nella lingua umbra, lingua indoeuropea estinta, il termine ocre (variazione delle parole ocar - ocrem - ocrer - okri) significa monte, altura. Il più antico riferimento del termine ocre/ocres risale al periodo antecedente la Guerra sociale.
Nelle Tavole Eugubine si trova “ocre.Fisei.pihatu.tota.Iuvina”, la cui traduzione letterale è “monte Fisio, purifica la comunità iuguvina”.
Una corrente interpretativa attribuisce al termine il significato di recinto fortificato d'altura, nell'ambito delle antiche popolazioni italiche (Marsi, Volsci, Sabini, Equi, Peligni). Ocres - ocre sarebbe una fortificazione d'altura ad uso religioso, o istituzionale, o militare. Il significato dipende dalla lingua in cui il lemma è usato. Dal recinto fortificato è poi nato il termine latino di oppidum.
Nella Tabula Rapinensis (Bronzo di Rapino) scritta nella lingua marrucina, in un passo si trova “Ioves patres ocres Tarincris” (Giove padre dell'arce Tarincra ) il termine ocres è stato tradotto con arce romana, ovvero un luogo fortificato.